# Landtagswahl im Burgenland 2005
- SPÖ: 19
- GRÜNE: 2
- ÖVP: 13
- FPÖ: 2

- SPÖ: 4
- ÖVP: 3

Mehrheiten bei der Landtagswahl 2005 nach Gemeinden

Die 20. Landtagswahl im Burgenland (Österreich) 2005 fand am 9. Oktober 2005 statt.
Nach dem amtlichen Endergebnis gewann die SPÖ mit 52,2 Prozent 5,7 Prozentpunkte hinzu und erreichte die absolute Mehrheit. Die ÖVP gewann 1,01 Prozentpunkte auf 36,3 Prozent. Die FPÖ verlor 6,9 Prozentpunkte auf nunmehr 5,8 Prozent. Die Grünen verloren 0,3 Prozent und blieben mit 5,2 Prozent vierte Kraft im Landtag. Die Wahlbeteiligung lag bei 80,1 Prozent.
Erstmals waren bei den Wahlen auch Bürger ab 16 Jahren wahlberechtigt.
Der neue burgenländische Landtag konstituierte sich am 25. Oktober 2005, am gleichen Tag wurde Landeshauptmann Hans Niessl in seinem Amt vom Landtag wiedergewählt.

## Ergebnisse

### Gesamtergebnis
|                                                      | Ergebnisse 2005 | Ergebnisse 2005 | Ergebnisse 2005 | Ergebnisse 2000  | Ergebnisse 2000  | Ergebnisse 2000  | Differenzen | Differenzen | Differenzen |  |
| ---------------------------------------------------- | --------------- | --------------- | --------------- | ---------------- | ---------------- | ---------------- | ----------- | ----------- | ----------- |  |
| Wahlberechtigte                                      | 242.218         | 242.218         | 242.218         | 226.752          | 226.752          | 226.752          | + 15.466    | + 15.466    | + 15.466    |  |
| Wahlbeteiligung                                      | 81,38 %         | 81,38 %         | 81,38 %         | 82,72 %          | 82,72 %          | 82,72 %          | - 1,34 %    | - 1,34 %    | - 1,34 %    |  |
|                                                      | Stimmen         | %               | Mand.           | Stimmen          | %                | Mand.            | Stimmen     | %           | Mand.       |  |
| Abgegebene Stimmen                                   | 197.127         |                 |                 | 187.577          |                  |                  | - 9.550     |             |             |  |
| Ungültig                                             | 4.537           | 2,30 %          |                 | 4.303            | 2,29 %           |                  | + 234       | + 0,01 %    |             |  |
| Gültig                                               | 192.590         | 97,70 %         |                 | 183.274          | 97,71 %          |                  | + 9.316     | - 0,01 %    |             |  |
| Partei                                               |                 |                 |                 |                  |                  |                  |             |             |             |  |
| Sozialdemokratische Partei Österreichs (SPÖ)         | 100.497         | 52,18 %         | 19              | 85.313           | 46,55 %          | 17               | + 15.184    | + 5,63 %    | + 2         |  |
| Österreichische Volkspartei (ÖVP)                    | 70.057          | 36,38 %         | 13              | 64.750           | 35,33 %          | 13               | + 5.307     | + 1,05 %    | ± 0         |  |
| Freiheitliche Partei Österreichs (FPÖ)               | 11.077          | 5,75 %          | 2               | 23.154           | 12,63 %          | 4                | - 12.077    | - 6,88 %    | - 2         |  |
| Die Grünen Burgenland (GRÜNE)                        | 10.043          | 5,21 %          | 2               | 10.057           | 5,49 %           | 2                | - 14        | - 0,28 %    | ± 0         |  |
| Österreichische Bürger- und Wirtschaftspartei (ÖBWP) | 916             | 0,48 %          | 0               | nicht kandidiert | nicht kandidiert | nicht kandidiert | + 916       | + 0,48 %    | ± 0         |  |
| Gesamt                                               | 192.590         | 100,00 %        | 36              | 183.274          | 100,00 %         | 36               | + 9.316     |             |             |  |

### Ergebnis nach Wahlkreisen
| Wahlkreis                  | Gesamt  | Gesamt  | Gesamt        | SPÖ     | SPÖ     | SPÖ  | ÖVP    | ÖVP     | ÖVP  | FPÖ    | FPÖ    | FPÖ | GRÜNE  | GRÜNE  | GRÜNE | ÖBWP             | ÖBWP             | ÖBWP             |
| Wahlkreis                  | Stimmen | Mandate | Rest- mandate | Stim.   | %       | Md.  | Stim.  | %       | Md.  | Stim.  | %      | Md. | Stim.  | %      | Md.   | Stim.            | %                | Md.              |
| WK 1 (Neusiedl am See)     | 36.181  | 5       | 2             | 19.936  | 55,10 % | 3    | 12.517 | 34,60 % | 2    | 1.860  | 5,14 % | 0   | 1.712  | 4,73 % | 0     | 156              | 0,43 %           | 0                |
| WK 2 (Eisenstadt)          | 35.257  | 5       | 2             | 17.440  | 49,47 % | 3    | 12.879 | 36,53 % | 2    | 2.192  | 6,22 % | 0   | 2.513  | 7,13 % | 0     | 233              | 0,66 %           | 0                |
| WK 3 (Mattersburg)         | 24.698  | 3       | 2             | 13.906  | 56,30 % | 2    | 7.490  | 30,33 % | 1    | 1.763  | 7,14 % | 0   | 1.351  | 5,47 % | 0     | 188              | 0,76 %           | 0                |
| WK 4 (Oberpullendorf)      | 28.793  | 4       | 1             | 14.703  | 51,06 % | 2    | 10.667 | 37,05 % | 2    | 2.082  | 7,23 % | 0   | 1.341  | 4,66 % | 0     | nicht kandidiert | nicht kandidiert | nicht kandidiert |
| WK 5 (Oberwart)            | 36.481  | 5       | 2             | 19.598  | 53,72 % | 3    | 13.058 | 35,79 % | 2    | 2.089  | 5,73 % | 0   | 1.532  | 4,20 % | 0     | 204              | 0,56 %           | 0                |
| WK 6 (Güssing)             | 19.234  | 2       | 1             | 9.439   | 49,07 % | 1    | 8.531  | 44,35 % | 1    | 574    | 2,98 % | 0   | 612    | 3,18 % | 0     | 78               | 0,41 %           | 0                |
| WK 7 (Jennersdorf)         | 11.946  | 1       | 1             | 5.475   | 45,83 % | 1    | 4.915  | 41,14 % | 0    | 517    | 4,33 % | 0   | 982    | 8,22 % | 0     | 57               | 0,48 %           | 0                |
| Gesamtergebnis Restmandate | 290.177 | 25      | 11            | 100.497 | 52,18 % | 15 4 | 70.057 | 36,38 % | 10 3 | 11.077 | 5,75 % | 0 2 | 10.043 | 5,21 % | 0 2   | 916              | 0,48 %           | 0                |